# Крипке, Дороти
Дороти Карп Крипке (урождённая Карп, англ. Dorothy Karp Kripke; 6 февраля 1912, Нью-Йорк, Нью-Йорк — 6 сентября 2000, Омаха, Небраска) — американская писательница, автор книг по еврейской культуре и истории и детской образовательной литературы (некоторые из книг иллюстрировал Владимир Бобри).
Родилась семье нью-йоркского раввина Макса Сэмюэля Карпа и Голди Карп (урождённой Меремински). Во время учёбы в Еврейской теологической семинарии в 1937 году вышла замуж за Майера Крипке — будущего раввина синагоги в Омахе. В семье родилось трое детей: Сол (ставший известным философом), Мэдлин и Нетта. Значительные суммы семья направляла на благотворительность.
Умерла в Омахе после продолжительной болезни.

## Произведения
- Kripke, Dorothy K, and Aimee Neibart. Let’s Talk About Being Jewish. New York: Ktav, 1952 [1981].
- Kripke, Dorothy K, and Jessie B. Robinson. Rhymes to Pray. New York: Bloch Pub. Co, 1952.
- Kripke, Dorothy K, and Vladimir Bobri. Let’s Talk About God. New York: Behrman House, 1953.
- Kripke, Dorothy K, and Christine Tripp. Let’s Talk About God. Los Angeles, CA: Alef Design Group, 2003. ISBN 978-1-881-28334-8 (Переиздание 2003 г. книги 1953 года с иллюстрациями Кристины Трипп).
- Kripke, Dorothy K. Let’s Talk About Right and Wrong. New York: Behrman House, 1955.
- Kripke, Dorothy K. Let’s Talk About Judaism. New York: Behrman House, 1957.
- Kripke, Dorothy K. Debbie in Dreamland: Her Holiday Adventures. New York: National Women’s league of the United Synagogue of America, 1960.
- Kripke, Dorothy K, Meyer Levin, Stephen Kraft, and Lorence F. Bjorkland. God and the Story of Judaism. New York: Behrman House, 1962.
- Kripke, Dorothy K. Let’s Talk About the Jewish Holidays. New York: Jonathan David, 1970.
- Kripke, Dorothy K, Myer S. Kripke, and Laszlo Matulay. Let’s Talk About Loving: About Love, Sex, Marriage, and Family. New York: Ktav Pub. House, 1980. ISBN 978-0-870-68913-0
- Kripke, Dorothy K, Stacy Crossland, and Joy N. Wieder. Let’s Talk About the Sabbath. Los Angeles, Calif: Alef Design Group, 1999. ISBN 978-1-881-28318-8
- Kripke, Dorothy K. Children’s Books and Stories About American Jewish Life and History: A Bibliography. New York: American Jewish Historical Society.